# Hadena satanella
Hadena satanella är en fjärilsart som beskrevs av Alphéraky 1892. Hadena satanella ingår i släktet Hadena och familjen nattflyn. Inga underarter finns listade i Catalogue of Life.